# Matthieu Daele
Pour les articles homonymes, voir Daele.
Matthieu Daele, né le 5 février 1981, est une personnalité politique belge, ancien député du parti Ecolo. Il a été Vice-président du Parlement de la Fédération Wallonie-Bruxelles et est actuellement conseiller communal à Theux.

## Biographie
Militant Ecolo depuis ses 18 ans, il crée avec d'autres jeunes du parti écolo j, « les jeunes écolo ». Il en est coprésident fédéral de 2007 à 2008, pour ensuite en fonder la régionale verviétoise qu'il codirigera de 2008 à 2009.
Il est candidat aux élections régionales de 2004 puis, en 2007, c'est au scrutin fédéral qu'il se présente.
Il est élu député aux Parlements de la Région wallonne et de la Fédération Wallonie-Bruxelles lors des élections du 7 juin 2009 dans la circonscription de Verviers avec 2 700 voix de préférence et est le plus jeune membre de ces assemblées. Son travail durant cette législature porte entre autres sur les dossiers de mobilité, de jeunesse et d'affaires sociales et il s'illustre notamment en faisant voter à l'unanimité une résolution visant « une meilleure prise en compte de la vie affective et sexuelle des personnes handicapées en Région wallonne »
De retour dans sa commune de Theux en 2010, il relance le groupe local Ecolo qui ne comptait plus d'élus depuis 2006 et obtient quatre sièges aux élections de 2012 avec 18,75 % des suffrages, face aux forces politiques déjà présentes au Conseil communal : IFR (MR-CDH) et PS.
En janvier 2013, il est désigné Président de la Commission jeunesse et de l'aide à la jeunesse du Parlement de la Fédération Wallonie-Bruxelles. À ce poste, il affronte son collègue Alain Destexhe au sujet du Délégué général aux droits de l'enfant. À la suite de cela, la RTBF leur octroie conjointement un « Albert du gros clash » lors de la cérémonie des Albert 2013.
C'est en tant que tête de liste que Matthieu Daele se lance dans la campagne en vue des élections régionales de 2014 pour lesquelles il est candidat à un second mandat au Parlement de Wallonie et, malgré le mauvais score des verts à ces élections, il est réélu avec 3 691 voix de préférence et fait partie des 4 députés Ecolo rescapés pour la législature 2014-2019. Lors de cette législature, il s'illustre notamment en faisant voter un décret instaurant l'installation obligatoire de pistes cyclables à l'occasion de travaux de rénovations des routes et en réformant le Conseil de la Jeunesse de la Fédération Wallonie-Bruxelles qui devient alors le nouveau « Forum des jeunes ».
Il conduit à nouveau la liste Ecolo aux élections communales d'octobre 2018 à Theux. La liste obtient 29,36 % des voix et sept sièges. Matthieu Daele obtient le premier score personnel de la commune avec 1 165 voix de préférence. Ce score ne lui permet cependant pas de devenir bourgmestre car les listes IFR et PSplus renouvellent leur accord de majorité pour six années supplémentaires[réf. nécessaire].
C'est en tant que premier suppléant qu'il se présente aux élections régionales de 2019. Sa tête de liste germanophone Anne Kelleter, élue au Parlement de Wallonie, ne peut siéger au Parlement de la Fédération Wallonie-Bruxelles. Il la remplace donc et siège désormais exclusivement au sein de l'assemblée francophone dont il est désigné Vice-president. Son travail porte alors sur les compétences de jeunesse, d'aide à la jeunesse et de relations internationales. Il intervient régulièrement sur les questions des enfants et jeunes en danger et il devient Président de la section belge de l'Assemblée parlementaire de la francophonie. A ce titre, il remet notamment le titre de Chevalier de l'Ordre de la Pléiade à Pierre Rapsat, à titre posthume, lors des Francofolies de Spa de 2022.
En 2023, il annonce qu'il ne briguera pas de mandat parlementaire supplémentaire lors des élections législatives de 2024, préférant se consacrer à sa profession d'assistant social et à sa commune de Theux. À cet effet, il crée Theux Demain, un nouveau mouvement politique communal dont il mènera la liste aux prochaines élections communales.

## Formation et parcours professionnel
Après des études secondaires à l'Institut Saint-Roch de Theux, Matthieu Daele obtient son diplôme d'assistant social en 2003 à l'ESAS (Haute école HELMo). Il travaille ensuite dans un centre PMS à Liège. L'année suivante, il est chargé de coordonner les activités de la Fondation de sécurité routière Responsible Young Drivers à Bruxelles, pour ensuite revenir travailler dans deux centres PMS à Huy et Verviers jusqu'en 2009 et son élection au Parlement.
Il est également tuteur de mineurs étrangers non-accompagnés (MENA) agréé par le SPF Justice et obtient un diplôme complémentaire de Master en ingénierie et action sociales à l'HELHa/Hénallux en 2024.

## Parcours politique
- 2002-2006 : Conseiller Communal à Theux ;
- 2007-2008 : Coprésident fédéral d'écolo j ;
- 2008-2009 : Coprésident régional d'écolo j Verviers ;
- 2009-2019 : Député au Parlement de la Région wallonne ;
- 2009-2024 : Député au Parlement de la Fédération Wallonie-Bruxelles[18] ;
- Depuis décembre 2012: Conseiller communal à Theux et chef de groupe Ecolo ;
- 2013-2014 : Président de la Commission jeunesse et aide à la jeunesse du Parlement de la Fédération Wallonie-Bruxelles ;
- 2019-2024 : Vice-Président du Parlement de la Fédération Wallonie-Bruxelles ;
- 2019-2024 : Président de la section belge de l'Assemblée parlementaire de la francophonie.

## Activités sportives
Matthieu Daele a gravi le sommet du Mont Blanc en 2014 et le sommet du Kilimandjaro en 2015.[réf. nécessaire] Avec les Belgian Penguins, le relais belge 4 x 25 m brasse, il est champion du monde de nage hivernale lors des championnats du monde de 2019, à Bled en Slovénie.

## Distinctions
- Chevalier de l'Ordre de Léopold (8 janvier 2020)[20].
- Officier de l'Ordre de la Pléiade, ordre de la Francophonie et du dialogue des cultures (26 janvier 2024)[21].